# 囊家真
囊家真（?—?），元朝公主，元世祖忽必烈的女儿。
囊家真嫁给了弘吉剌部的首领斡罗真，斡罗真是斡陈之子，按陈之孙，特薛禅曾孙。特薛禅是成吉思汗夫人孛儿帖的父亲。按陈是忽必烈皇后察必的父亲。
斡罗真夫人完泽公主死后，斡罗真续娶囊家真。1277年，斡罗真被弟弟只儿瓦台杀死，囊家真改嫁斡罗真的弟弟铁木儿。帖木儿的儿子阿不歹（雕阿不剌）后来娶答剌麻八剌（元世祖孙子）的女兒祥哥剌吉。
1290年，帖木儿死后，囊家真改嫁帖木儿的弟弟蛮子台。囊家真死后，蛮子台再娶南阿不剌。囊家真被追封鲁国大长公主。